# Arvid Nilsson (1881–1971)
Arvid Nilsson, född 11 april 1881 i Ljusnarsbergs församling, Örebro län, död 19 september 1971 i Lidingö församling, Stockholms län, var en svensk målare, tecknare och  grafiker i kretsen av modernister kallad "De Unga". Han var med från starten 1907 och ett flertal utställningar därefter.
Nilsson studerade vid Zahrtmanns konstskola i Köpenhamn 1904–1907 och vid Konstnärsförbundets tredje skola i Stockholm 1907–1908. Som många av dåtidens svenska modernister bodde han under 1920-talet i Paris och deltog där bland annat i Höstsalongerna 1921, 1928 och 1931.
Till skillnad från majoriteten av dåtidens svenska modernister tog han inget större intryck av Matisse (vars undervisning han enbart följde sporadiskt) utan främst av Cézanne och fransk imerionistkonst. Hans motiv är ofta sydeuropeiska småstäder. Nilsson är representerad vid bland annat Göteborgs konstmuseum, Moderna museet, Norrköpings konstmuseum, och Kalmar konstmuseum. Han är begravd på Lidingö kyrkogård.